# Coeziune (chimie)

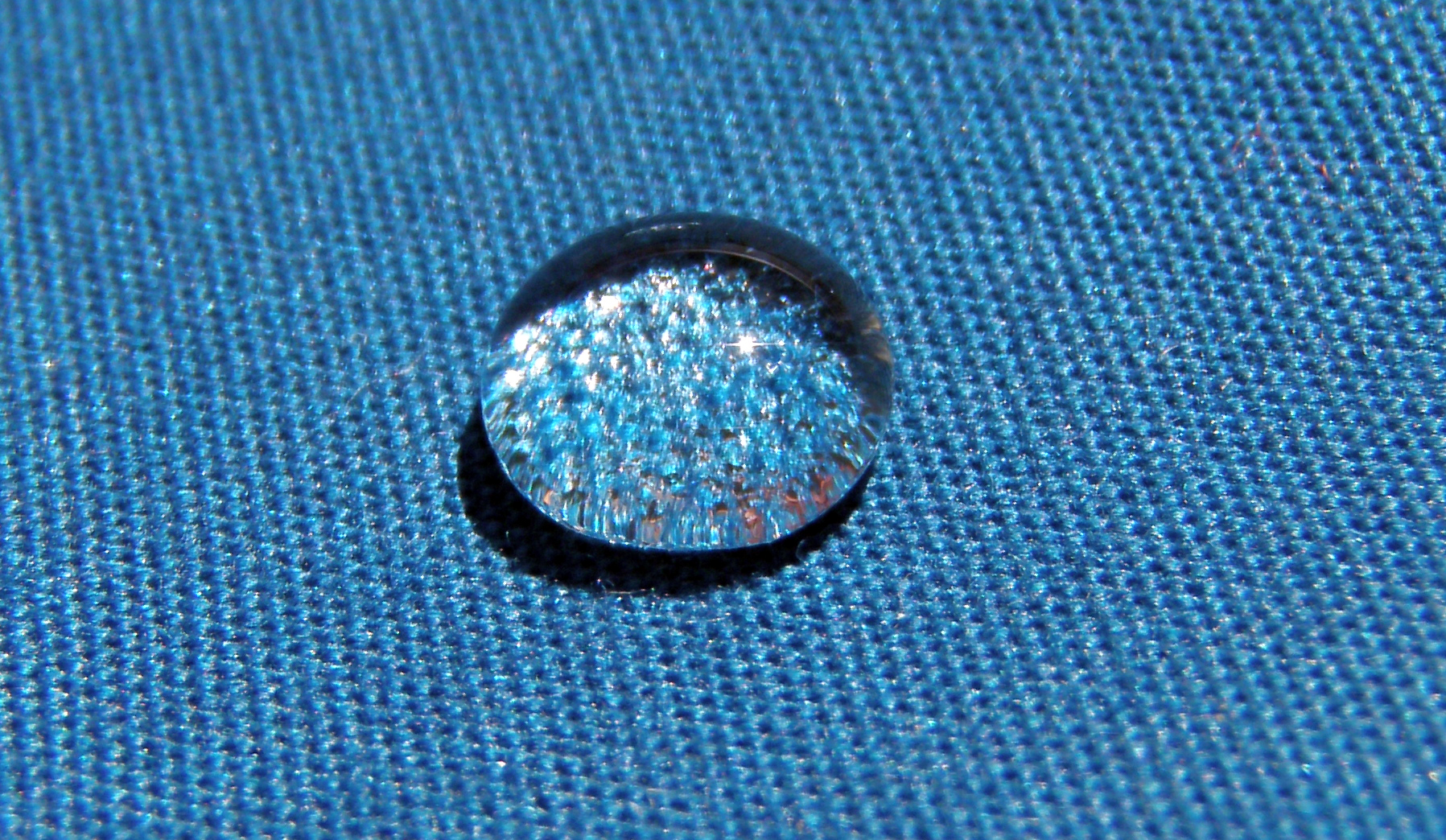
Picătură de apă.

Coeziunea (din latină cohaesiō „unitate”) sau forțele de coeziune reprezintă forțele de atracție dintre moleculele de același fel.